# Sidi Aïssa
Sidi Aïssa est une agglomération chef lieu de commune de la wilaya de M'Sila. Elle est également siège de daïra.

## Géographie
La ville de Sidi Aïssa est située sur les Hauts Plateaux, à une altitude de 640 m, à 30 km au sud de Sour El Ghozlane.
Carrefour entre plusieurs wilayas, M'Sila, Bouira et Médéa, c'est une voie de communication importante entre le Nord et le Sud de l'Algérie et une plaque tournante du commerce de la région.
Son climat est de type continental, froid en hiver et très chaud en été.

## Toponymie
La ville doit son nom à son saint fondateur Sidi Aïssa ben Mohammed.

## Économie
La région ayant une vocation agro-pastorale, se tient à Sidi-Aïssa l'un des plus grands marchés hebdomadaires d'Algérie. Ce marché s'étale sur 4 jours.
L'économie locale porte sur l'agriculture, le commerce mais surtout l'élevage ovin.

## Administration
La commune est également composée de la localité secondaire de Djaafra.

## Sports
Elle possède deux clubs de football locaux qui sont: l'ESSA et l'IRB Sidi Aïssa.

## Personnalités liées à la commune
- Le poète M'hamed Aoune a enseigné dans un établissement scolaire de la ville[pertinence contestée]
- L'historien et ancien ministre de l'Éducation Nationale, Mostefa Lacheraf est originaire de cette localité.
- Tayeb Tounsi: Militaire algérien dans l'armée française, né en 1896.